# Carl Schirmer

Carl Schirmer

Carl Schirmer (* 10. Oktober 1864 in Winterstetten, Württemberg (heute zu Leutkirch im Allgäu); † 3. Januar 1942 in Pasing) war ein deutscher Politiker (Zentrum, BVP).

## Leben und Beruf
Nach dem Besuch der Volksschule absolvierte Schirmer, der römisch-katholischen Glaubens war, von 1878 bis 1880 eine Lehre zum Schlosser. Anschließend ging er auf die Walz durch Belgien, Holland und die Schweiz. Nach der Wanderschaft arbeitete er in verschiedenen Maschinenbau-Fabriken sowie in Bau- und Kunstschlossereien. Er bildete sich durch den Besuch von Gewerbeschulen in Köln, Zürich und München fort und studierte 1897/98 als Gasthörer zwei Semester Nationalökonomie an der Ludwig-Maximilians-Universität München.
Schirmer engagierte sich in der Katholischen Arbeitnehmer-Bewegung (KAB) und dem Christlichen Metallarbeiterverband, wo er jeweils seit den 1890er Jahren als Arbeitersekretär und Redakteur der Verbandszeitung arbeitete.
Nach ihm ist der Schirmerweg in seinem langjährigen Wohnort Pasing benannt.

## Partei
Schirmer gehörte ursprünglich dem Zentrum an. Als sich dessen Landesverband am 9. Januar 1920 als Bayerische Volkspartei, den Namen führte das bayerische Zentrum bereits seit 1918, verselbständigte, ging er diesen Weg mit.

## Abgeordneter
Schirmer war von 1899 bis 1907 Landtagsabgeordneter in Bayern. Von 1907 bis 1918 gehörte er dem Reichstag des Kaiserreiches für den Wahlkreis Oberpfalz 4 Neunburg vorm Wald (Oberpfalz) an. 1919/20 gehörte er der Weimarer Nationalversammlung an. Anschließend war er bis 1928 erneut Reichstagsabgeordneter.

## Veröffentlichungen
- Msgr. Lorenz Huber und seine Zeit: aus dem Leben eines sozialen Priesters und Arbeiterführers. Leohaus, München 1931.
- Fünfzig Jahre Arbeiter. Echo, Duisburg 1924.
- Süd und Nord: ein Beitrag zur Geschichte der Befreiungs- und Verfassungskämpfe des deutschen Volkes. Bavaria, München-Pasing 1921.
- Aus der deutschen Nationalversammlung:  Eine Uebersicht über ihre Tätigkeit unter besonderer Berücksichtigung der Mitarbeit der Abgeordneten der Bayerischen Volkspartei am Neuaufbau des deutschen Staatswesens. Generalsekretariat der Bayerischen Volkspartei, München 1919.
- Das Zentrum und die Hilfsdienstpflicht im Kriege: Aus den Verhandlungen des Reichstags über das Dienstpflichtgesetz, mit wichtigen Regierungserklärungen über den Vollzug. Dazu das Gesetz über den vaterländischen Hilfsdienst nebst Ausführungsbestimmungen. Leohaus, München 1917.
- Das Reichs-Vereinsgesetz: Ein praktisches Handbüchlein für das Vereinsleben. München, 1908.
- Der Bayerische Landtagswähler: Ein praktisches Mahlbüchlein für Jedermann. 3. Auflage, Buchhandlung des Verbandes süddeutscher katholischer Arbeitervereine, München 1907.
- Das bayerische Landtagswahlgesetz. 1907.
- Verhältnisse des bayerischen Post- und Telegrafen-Personals. 1900.
- Das Wohnungselend der Minderbemittelten in München. Hülsen, Frankfurt a. M. 1899.